# Franc Zamlik
Franc Zamlik (tudi Camlik) , slovenski kipar, * 2. oktober 1708, Slovenske Konjice, † 7. februar 1758, Slovenske Konjice.

## Življenje in delo
Zamlik se je kiparstva verjetno izučil v delavnici kiparja Mihaela Pogačnika v Slovenskih Konjicah (tedaj Konjice). Njegova dela so ohranjena v Konjicah in okolici, zlasti v cerkvah na obronkih južnega Pohorja, nekaj pa se jih nahaja v okolici Maribora (npr. Razvanje).
Med njegova pomembnejša dela sodijo: Marijino in Florijanovo znamenje na glavnem trgu v Slovenskih  Konjicah (ok. 1740–1750), veliki oltar s 34 figurami in oba stranska na Brinjevi gori pri Zrečah (ok. 1730-1740), glavni oltar v podružnični cerkvi sv. Jošta na Vinarjah (1730-1740), veliki oltar v župnijski cerkvi v Črešnjicah pri Frankolovem (1744), veliki oltar in dva stranska pri sv. Jerneju pri Ločah (ok. 1750), dodelava zlatega oltarja in izdelava stranskih v župnijski cerkvi Marijinega varstva na Prihovi pri Oplotnici.
Franc Zamlik je značilen predstavnik poljudne smeri slovenskega baročnega kiparstva. Kipi so močno ekspresivno poudarjeni, tipi obrazov se ponavljajo; šibko anatomijo rešuje z bogato nagubanimi oblačili, kar daje njegovi plastiki živahen videz.